# Proisotoma sepulchralis
Proisotoma sepulchralis är en urinsektsart som först beskrevs av James P. Folsom 1902.  Proisotoma sepulchralis ingår i släktet Proisotoma och familjen Isotomidae. Inga underarter finns listade i Catalogue of Life.